# Stygnicranella pizai
Stygnicranella pizai is een hooiwagen uit de familie Cranaidae.